# Friedrich Müller (Politiker, 1803)
Friedrich Philipp Müller (* 11. April 1803 in Atzbach; † 21. März 1876 in Sankt Goarshausen) war ein deutscher Beamter und Politiker im Herzogtum Nassau. Er war Abgeordneter der Landstände des Herzogtums Nassau.

## Leben
Friedrich Müller besuchte 1817 bis 1821 das Gymnasium Weilburg. Er studierte an der Rheinischen Friedrich-Wilhelms-Universität Rechtswissenschaft und wurde 1821 im Corps Rhenania Bonn recipiert. Er wechselte an die Georg-August-Universität Göttingen. Nach dem Studium war er zunächst als Amtsakzessist tätig: 1825–1827 Amt Herborn, 1827–1829 Amt Höchst, 1829–1831 Amt Braubach, 1831/32 Amt Nastätten und 1832–1835 Amt Hadamar. Danach war er Amtssekretär beim Amt Marienberg (1835–1837), Amt Königstein (1837–1839), Amt Eltville (1840–1842) und Amt Diez (1840–1842). Nach seiner nächsten Beförderung war er 1842–1851 Amtmann mit dem Titel Amtsassessor beim Amt Nastätten und 1851–1865 beim Amt Usingen. 1965 bis 1968 war er Amtmann vom Amt St. Goarshausen. Dies blieb er auch in der Rheinprovinz, wobei die Bedeutung der Ämter nach der Bildung der Kreise kleiner geworden war. Von 1848 bis 1851 war er Mitglied der nassauischen Ständeversammlung (Club der Linken).

## Familie
Friedrich Müller war der Sohn des Appellationsgerichtsrates Johann Wilhelm Valentin Müller (* 30. April 1768 in Löhnberg; † 16. Juli 1823 in Wiesbaden), dem Sohn des Amtmanns und Amtkellers Friedrich Ludwig Michael Müller. Die Mutter, Charlotte Friederike Wilhelmine geborene Schellenberg (* 13. Oktober 1774 in Weilburg; † 23. Mai 1808 in Atzbach), die der Vater am 22. Februar 1801 in Weilburg geheiratet hatte, war die Tochter des Konsistorialrates und Rektors des Gymnasiums Philippinum Johann Anton Philipp Schellenberg.
Als Protestant heiratete Müller 1836 Wilhelmine Franziska Henriette Goedecke (* 26. März 1802 in Beilstein; † 4. März 1873 in St. Goarshausen). Sie war Tochter des Hofkammerrates und Rentmeisters Friedrich Christoph Goedecke (* 3. Mai 1764 in Ems; † 8. Dezember 1822) und dessen Ehefrau Theresa (Theodora) Johanette Augusta geb. Conradi (* 24. Dezember 1771 in Diez), die Tochter des Amtmanns und Justizrates Philipp Peter Conradi und der Johanette Katharina geb.  Thielmann. Wilhelmine Franziska Henriette Müller war die Schwester des nassauischen Amtmanns und Abgeordneten Wilhelm Goedecke.